# Curia Julia
Curia Julia (lat. Curia Iulia, italijansko Curia Iulia) je tretja poimenovana kurija ali senatna hiša v antičnem mestu Rimu. Zgrajena je bila leta 44 pred našim štetjem, ko je Julija Cezarja zamenjal Fausta Cornelia Sule rekonstruirano Curio Cornelio, ki je sama zamenjala Curio Hostilio. Cezar je to storil tako, da je preuredil oba prostora znotraj Comitiuma in Rimskega foruma. Spremembe v comitiumu so zmanjšale pomen senata in očistile prvotni prostor. Delo je prekinil atentat na Cezarja v Pompejevem gledališču, kjer se je senat začasno sestajal, ko je bilo delo končano. Projekt je končno končal Cezarjev naslednik, Avgust cezar, leta 29 pred našim štetjem.
Curia Julia je ena izmed peščice rimskih struktur, ki so preživele večinoma nedotaknjene. To je posledica preoblikovanja v baziliko Sant'Adriano al Foro v 7. stoletju in več kasnejših restavracij. Toda streha, zgornji viri bočnih sten in zadnja fasada so sodobni in izvirajo iz preoblikovanja dekonzervirane cerkve v 1930-ih letih.

## Zgodovina
V zgodovini rimske civilizacije je bilo veliko kurij, od katerih so mnoge obstajale hkrati. Kurija pomeni preprosto 'hiša za srečanja'. Medtem ko se je senat redno sestajal v kuriji v prostoru comitiuma, je bilo veliko drugih struktur, namenjenih temu, da bi se srečal, ko se je pojavila potreba: na primer, srečanje z nekom, ki mu ni bilo dovoljeno vstopiti v posvečeno kurijo senata.
Curia Julia je tretja poimenovana kurija znotraj comitiuma. Vsaka zgradba je bila večkrat obnovljena, vendar je izvirala iz enega etruščanskega templja, zgrajenega zaradi spoštovanja premirja s Sabinci. Ko je bil ta prvotni tempelj uničen, ga je Tul Hostilij obnovil in mu dal svoje ime. Trajala je več sto let, dokler je ni znova uničil požar, nova zgradba pa je bila posvečena finančnemu dobrotniku Corneliu Suli.
Pravzaprav je struktura, ki je zdaj na forumu, druga inkarnacija Cezarjeve kurije. Od 81. do 96. leta je bila Curia Julia obnovljena pod Domicijanom. Leta 283 je bila v času cesarja Carina močno poškodovana zaradi požara . Od 284 do 305 jo je Dioklecijan ponovno zgradil. To so ostanki Dioklecijanove zgradbe, ki stoji danes. Leta 412 je bila kurija ponovno obnovljena, tokrat pa jo je opravil mestni prefekt Anij Evharij Epifanij.
10. julija 1923 je Curia Julia pridobila italijanska vlada in sosednji samostan cerkve S. Adriana od Collegio di Spagna za približno 16.000 lir. 

## Opis
Zunanjost Curie Julie je opremljena z opeko prekritim betonom z velikim opornikom v vsakem kotu. Spodnji del sprednje stene je bil okrašen s ploščami iz marmorja. Zgornji del je bil prekrit s štukaturnimi imitacijami belih marmornih blokov. Stopnice vodijo do bronastih vrat. Sedanja bronasta vrata so sodobna kopija; prvotna vrata so bila prenesena v baziliko sv. Janeza v Lateranu leta 1660 po naročilu papeža Aleksandra VII.. 
Med prenosom je bil med vrati najden kovanec . To je arheologom omogočilo dosedanja popravila v senatni hiši in dodajanje bronastih vrat vladavini cesarja Domicijana (v letih 81–96). Prvotni izgled senatne hiše je znan po cesarja Avgusta denariju iz 28. stoletja pr. n. št., ki prikazuje verando, ki jo podpirajo stebri na sprednji steni stavbe. 
Notranjost Curie Julie je dokaj stroga. Dvorana je dolga 25,20 m, široka 17,61 m. Obstajajo tri široke stopnice, ki bi lahko imele pet vrst stolov ali skupno okoli 300 senatorjev. Stene so odstranjene, vendar so bile prvotno oblečene v marmor, dve tretjini poti navzgor. Dve glavni značilnosti notranjosti sta oltar zmage in njena osupljiva tla.
Na skrajnem koncu dvorane je bilo mogoče najti "Oltar zmage" . Sestavljal ga je kip Viktorije, poosebitev zmage, ki je stala na globusu in razširila venec. Oltar je Avgust postavil v kurijo, da bi proslavil rimsko vojaško moč, natančneje svojo zmago v bitki pri Akciju, leta 31 pred našim štetjem. Oltar je bil odstranjen v 5. stoletju, leta 408, kot del splošnega odziva na poganske tradicije starega Rima. 
Druga glavna značilnost notranjosti Curie so tla, ki so v nasprotju z brezbarvno zunanjostjo stavbe. Na tleh je predstavljena rimska umetniška tehnika opus sectile, v kateri so materiali izrezani in intarzirani v stene in tla, da bi nastale slike vzorcev. To Claridge opisuje kot »stilizirane rozete v kvadratih, ki se izmenjujejo z nasprotnimi pari prepletenih rogov v pravokotnikih, vsi narejeni v zelenem in rdečem porfirju na ozadju numidijskega rumenega frigijskega purpurja«. 

## Pomen
V svojem Res gestae Divi Augusti, Avgust piše o projektu: »Zgradil sem senatno hišo ... z močjo države v celoti v mojih rokah z univerzalnim soglasjem, ugasnil sem plamen civilnih vojn, potem pa sem opustil svoj nadzor, vrnitev republike nazaj v oblast senata in rimskega ljudstva. Za to službo sem bil z odlokom senata imenovan za Avgusta« . Pravzaprav je bilo odpoved oblasti resničnejša kot beseda; gradnja Curie Julie je sovpadala s koncem republikanskega Rima.
V preteklosti sta bila Curia Hostilia in Comitium »usmerjena na kardinalne točke kompasa, ki so jih lahko označili kot posebej obogaten prostor in jih vsekakor postavili poševno iz pravokotnika Foruma, ki se je oblikoval skozi stoletja«. Curia Julia je prekinila s tradicijo, Julij Cezar jo je preusmeril »na bolj« racionalne »linije, razdelil jo je s pravokotnimi linijami foruma in še bolj tesno s svojim novim forumom, kateremu je novi senatni dom oblikoval arhitekturni dodatek v skladu s čedalje večjo podrejenostjo senata«. Zmanjšana moč rimskega senata v imperialnem obdobju se odraža v manj izraziti lokaciji in usmerjenosti Curie Julije. 
Kljub temu sta bili dve stavbi podobni. Tabula Valeria v Curii Hostiliji  in Oltar zmage v Curii Juliji sta potrdila, da je Rimska vojska kljub zmanjšani vlogi senata trajna.
- 17. februar 2012. Pogled na Rimski forum iz okna Palazzo Senatorio: v središču cerkev sv. Martina in Luke, v spodnjem desnem kotu slavolok Septimija Severa.
- 13. november 2013. Pogled na Curio Julio in cerkev sv. Martina in Luke.